# زاك كير
زاك كير (بالإنجليزية: Zach Kerr)‏ هو لاعب كرة قدم أمريكية أمريكي، ولد في 29 أغسطس 1990 في فرجينيا بيتش في الولايات المتحدة.

## وصلات خارجية
- زاك كير على موقع مرجع كرة القدم المحترفة.كوم (الإنجليزية)